# الثلاثي جبران
الثلاثي جبران (بالفرنسية: Le Trio Joubran) فرقة عود موسيقية فلسطينية، من مدينة الناصرة. يتألف هذا الثلاثي من الإخوة جبران، سمير (1973)، وسام (1983) وعدنان (1985). جميعهم يتقنون التأليف الموسيقي والعزف على آلة العود، بينما يتولى الشقيق الأوسط صناعة آلاتهم، هذه الحرفة التي ورثها عن والده وطوّرها بالدراسة في معهد أنطونيو ستراديفاري في إيطاليا. وهي أول فرقة في تاريخ الموسيقى الشرقية تضم ثلاثة عازفي عود.
اتخذ الثلاثي، باريس مكانا لإقامتهم ومنها ينتقلون ويجوبون العالم. وقد رافق الثلاثي جبران الشاعر الراحل محمود درويش ثلاثة عشر عاماً، في أكثر من 30 عرضا في معظم دول العالم، وكانوا قد كسبوا من خلالها رواجا وشهرة تجاوزت المحيط إلى العالمية.

## المشوار الفني
بدأ مشوار الثلاثي مع الشقيق الأكبر سمير الذي انطلق منفرداً أواسط التسعينيات، وأصدر ألبومه الأول «تقاسيم» (1996) ثم «سوء فهم» قبل أن ينضمّ إليه شقيقه وسام في «تماس» (2002). في عام 2004، جاء دور عدنان، صغير العائلة، في الالتحاق بشقيقَيْه، لتبصر النور أوّل تركيبة في تاريخ الموسيقى الشرقية تضم ثلاثة عازفي عود. أصدر الثلاثي ألبومه الأول «رنْدَنَة» (2005) الذي حوى أربع مقطوعات خاصة، بُنيَت على أساس التأليف المتين الحاضن في قالبه بعض التقاسيم المرتجَلة، إضافة إلى أداء حيّ لأغنية «أهواك» لمحمد عبد الوهاب. في هذا العمل، حدّد الثلاثي جبران خطوطه الموسيقية العريضة، فقامت آلية التأليف وسير المقطوعة على عرض الموضوعة الموسيقية الرئيسة بدايةً، ثم تلوينها بجملٍ مقابلة - لإقفال الحلقة. هكذا يتحقّق - تقريباً - الشكل المعروف باسم «السوناتة» بلغة الموسيقى الكلاسيكية (Forme Sonate).

## الحفلات
أحيى الثلاثي عدة حفلات داخل فلسطين، وكثير من المدن الأوربية والعربية، سواء على المستوى الفردي أو الجماعي، كان أهمها تلك الحفلات التي أقيمت بمشاركة الشاعر العربي محمود درويش، حيث رافقته الفرقة في العقد الأخير من عمره. وفي حفل افتتاح القدس عاصمة الثقافة العربية عام 2009 وغيرها.

## إصدارات
- تماس (2002)
- رندنة (2005)
- مجاز (2007)
- سوء فهم (2008)
- أسفار (2010)

## وصلات خارجية
- الثلاثي جبران على موقع IMDb (الإنجليزية)
- الثلاثي جبران على موقع ميوزك برينز (الإنجليزية)
- الثلاثي جبران على موقع أول ميوزيك (الإنجليزية)
- الثلاثي جبران على موقع ديسكوغز (الإنجليزية)

- الموقع الرسمي
- موسيقى «هوس» من ألبوم رندنة
- موسيقى «مسار» من ألبوم مجاز